# Eugene McGuinness
Pour les articles homonymes, voir McGuinness.
Eugene McGuinness est un auteur-compositeur-interprète anglais né en 1985 à Leytonstone à Londres, ses parents sont d'origine irlandaise mais il vit à Londres.

## Biographie
Eugene McGuinness commença à écrire des chansons et à les jouer à l'âge de 15 ans, mais il en dit lui-même que celles-ci étaient vraiment très mauvaises. À l'âge de 19 ans, il commence réellement à écrire des chansons qui lui plaisent.
Il sort un premier EP, The Early Learnings Of Eugene McGuinness, chez Domino Records le 6 août 2007.
Vient alors un album éponyme de 12 titres qui sera accueilli brillamment par les critiques, le NME a donné 8 étoiles sur 10 et le Times le nommera Album de la semaine, Allmusic lui a donné 4 sur 5 étoiles, en disant que « l'arrivée de Eugene McGuinness est un véritable motif de réjouissances ».
McGuinness a monté un groupe avec son frère Dominic McGuinness et deux amis, Malcolm Lunan et John Barrett. Ensemble, le 30 novembre 2009, ils réalisent leur 1er album : Glue. Il a été initialement publié en 6 pistes en édition limitée en vinyle, qui a ensuite fourni avec un code numérique pour télécharger les 6 pistes ainsi que les 4 autres pistes en ligne gratuitement, l'album complet est maintenant disponible sur iTunes et AmazonMP3.
En 2012, il épaule Miles Kane dans son projet solo et tient la guitare rythmique dans les concerts de celui-ci avant de reprendre son travail chez Domino Records. Il fait la première partie des concerts anglais de Miles Kane en 2012.
Le 7 juillet 2014, Eugene McGuinness publie son quatrième album Chroma dont la production est assurée par Dan Carey, collaborateur notamment de The Kills et de Franz Ferdinand.
Quatre ans après sa dernière publication, le 7 novembre 2018, le chanteur dévoile un nouvel album composé de dix titres, intitulé Suburban Gothic. L'opus est disponible exclusivement en format numérique, sur la plate-forme d'écoute en ligne Spotify notamment. Il marque le départ de l'artiste du label Domino Records et est par conséquent publié indépendamment. Accompagné d'une très discrète promotion via les réseaux sociaux, l'album propose un visuel sobre et réunit des ballades rock élégantes dans la continuité des travaux précédents du musicien londonien. On y retrouve le single Start at the Stop.

## Discographie

### Albums studio
- 2007 - The Early Learnings of Eugene McGuinness (Double Six Records / Domino Records)
- 2008 - Eugene McGuinness (Domino Records)
- 2009 - Glue (Eugene & the Lizards) (Domino Records)
- 2012 - The Invitation To The Voyage (Domino Records)
- 2014 - Chroma (Domino Records)
- 2018 - Suburban Gothic (Auto-produit)
- 2021 - The Darling Gorgeousness

### Singles
- "Monsters Under the Bed" (2007)
- "Bold Street" (2007)
- "Moscow State Circus" (2008)
- "Fonz" (2009)
- "Lion" (2011)
- "Shotgun" (2012)
- "Blue Jeans" (2012)
- "Harlequinade" (2012)
- "Sugarplum" (2012)
- "Fairlight" (2013)
- "Godiva" (2014)
- "Start at the Stop" (2018)